# Archaeotherium
Archaeotherium (greacă veche: αρχαιοθήριον, care înseamnă „fiară antică”) este un gen dispărut de artiodactile entelodont endemic în America de Nord în epocile Eocen și Oligocen (35—28 mya), existent de aproximativ 9,1 milioane de ani. Fosilele de Archaeotherium sunt cele mai comune în formațiunea White River din Marele Câmpii, dar au fost găsite și în bazinul John Day din Oregon și zona Trans-Pecos din Texas.